# Gunnar Wikmark
Gunnar Richard Wikmark, född den 25 oktober 1903 i Högbo församling, Gävleborgs län, död den 21 juli 1990 i Uppsala, var en svensk präst. Han var bror till Torbjörn Wikmark.
Efter studier vid högre latinläroverket å Norrmalm blev Wikmark 1922 student vid Uppsala universitet, där han avlade teologisk-filosofisk examen 1923, teologie kandidatexamen 1928 och praktiskt teologiskt prov samma år. Han prästvigdes i Uppsala domkyrka 1928. Wikmark avlade teologie licentiatexamen 1940 och promoverades till teologie doktor vid Uppsala universitet 1944. Han var komminister i Örnsköldsvik 1929–1941, kyrkoherde där 1942–1960, domprost i Härnösand 1960–1969, kontraktsprost i Örnsköldsviks kontrakt 1959–1960 och i Härnösands stifts domprosteri 1961–1969. Wikmark var redaktör för årsskriften Forum Theologicum 1944–1966. Han publicerade skrifter i kyrkohistoria, homiletik, hymnologi och sjömansvård. Wikmark blev ledamot av Nordstjärneorden 1953. Han vilar på Örnsköldsviks Gamla kyrkogård.